# Alfred Jefferis Turner
Alfred Jefferis Turner (Canton, 3 d'octubre de 1861- Brisbane, 29 de desembre de 1947) va ser un pediatre i un entomòleg aficionat australià. Era el fill del missioner Frederick Storrs-Turner. Va introduir l'ús de l'antitoxina contra la diftèria a Austràlia el 1895. Va ser conegut amb el sobrenom de «Gentle Annie».
El doctor Turner va ser resident de Dauphin Terrace, Highgate Hill, Brisbane.<
El Centre de Jefferis Turner va ser inaugurat el 1952 com a part del programa de protecció materna i infantil del govern de Queensland. El 1986, la seva funció va ser canviada per proporcionar una atenció de descans a curt termini als nens amb discapacitat intel·lectual. Es troba a l'edifici patrimonial Fairy Knoll, a Ipswich.

## Carrera mèdica
El doctor Jefferis Turner va estudiar medicina al University College de Londres, graduant-se amb honors de primera classe. Va emigrar a Austràlia el 1888 i l'any següent es va convertir en el primer oficial mèdic de l'Hospital infantil de Brisbane.
La seva investigació clínica i la seva influència van ajudar a reduir el nombre de defuncions infantils a Queensland. Va fer notables contribucions en les àrees de l'antitoxina contra la diftèria, anèmia induïda per ancilostomosi, intoxicació per plom, millora de la qualitat del subministrament de llet per a nens, educació sanitària per a dones embarassades i lactants, i establiment de clíniques prenatals a Queensland.
El doctor Turner va tenir un paper fonamental en la lluita contra l'epidèmia de pesta bubònica de 1900 i en fer obligatori la notificació de tuberculosi el 1904.
A causa de la seva amabilitat i amor pels nens, va adquirir el sobrenom de «Gentle Annie».

## Activitat entomològica
A més de la seva carrera mèdica, Turner va ser un destacat entomòleg aficionat especialitzat en lepidòpters. Va deixar una col·lecció de més de 50.000 arnes al Consell de Recerca Científica i Industrial de Canberra.